# Poletna noč (koncert)
Poletna noč je vsakoletni gala koncert, posvečen slovenskim popevkam (pa tudi drugim vidnejšim skladbam iz zakladnice slovenske zabavne glasbe), ki ga od leta 2006 organizira RTV Slovenija (Glasbena produkcija) skupaj s Festivalom Ljubljana. Vsako leto ima koncert drugo temo, pesmi pa izvajajo uveljavljeni slovenski pevci ob živi spremljavi orkestra. Teme skozi leta:
| Leto | Prizorišče                                      | Posvečeno/tema                                                     |
| ---- | ----------------------------------------------- | ------------------------------------------------------------------ |
| 2006 | Križanke                                        | Ati Soss                                                           |
| 2006 | Križanke                                        | Koncert Majdi Sepe v spomin                                        |
| 2007 | Križanke                                        | Gala koncert skladateljev Mojmirja Sepeta in Jureta Robežnika      |
| 2008 | Dvorana Marjana Kozine v Slovenski filharmoniji | Koncert z Darjo Švajger – Vsi moji obrazi                          |
| 2009 | Križanke                                        | Elda Viler – 50 let na odru                                        |
| 2010 | Križanke                                        | Mojmir Sepe – 80 let                                               |
| 2011 | Križanke                                        | Dan ljubezni – Poklon Dušanu Velkaverhu                            |
| 2012 | Kongresni trg                                   | 50 let Slovenske popevke                                           |
| 2013 | Letni oder Gospodarskega razstavišča            | Jure Robežnik – 80 let                                             |
| 2014 | Kongresni trg                                   | Pesmi o Ljubljani                                                  |
| 2015 | Križanke                                        | Elza Budau                                                         |
| 2016 | Kongresni trg                                   | 25 let festivalskih uspešnic                                       |
| 2017 | Kongresni trg                                   | Jože Privšek – 80 let                                              |
| 2018 | Kongresni trg                                   | 90 let Radia in 60 let Televizije Slovenija                        |
| 2019 | Kongresni trg                                   | Marjana Deržaj                                                     |
| 2020 | Kongresni trg                                   | 75 let Big Banda RTV Slovenija                                     |
| 2021 | Kongresni trg                                   | Tadej Hrušovar                                                     |
| 2022 | Kongresni trg                                   | Poklon avtorjem nepozabnih besedil ob 60-letnici Slovenske popevke |
| 2023 | Kongresni trg                                   | Tomaž Domicelj − 75 let                                            |
| 2024 | Kongresni trg                                   | Ditka Haberl, Alenka Pinterič in Neca Falk                         |
| 2025 | Kongresni trg                                   | Ta noč je moja: Janez Bončina − Benč                               |

### 2006
Leta 2006 sta se zgodila dva glasbena dogodka, ki sicer nista potekala pod imenom Poletna noč (koncert se je tako začel imenovati šele 2007), vendar se ju danes šteje v sklop koncertov Poletne noči: Tribute to Ati Soss in Koncert Majdi Sepe v spomin.

#### Tribute to Ati Soss
Tribute to Ati Soss, poklon skladatelju Atiju Sossu, je potekal 21. junija 2006 v Križankah. Z njim so hkrati proslavili 15 let Radia A1 in 30 let oddaje Studio ob 17-ih. Prireditev sta povezovala Nataša Bolčina Žgavec in Janez Dolinar. Nastopajoče je spremljal Big Band RTV Slovenija, obogaten s Celjskim godalnim orkestrom, pod dirigentsko taktirko Lojzeta Krajnčana, Mojmirja Sepeta in Patrika Grebla. Nastopili so:
- Elda Viler
- Oto Pestner
- Alenka Godec
- Nuša Derenda
- Kristina Oberžan
- Anika Horvat
- Iva Stanič
- Boštjan Dermol
- klarinetista Borut Bučar in Aljaž Beguš

#### Koncert Majdi Sepe v spomin
Koncert Majdi Sepe v spomin je potekal 11. septembra 2006, pet mesecev po njeni smrti, v ljubljanskih Križankah. Vodila sta ga Bernarda Žarn in Jure Longyka. Soliste je spremljal Big band RTV Slovenija z godali vrhniškega orkestra Simfonika pod dirigentsko taktirko Lojzeta Krajnčana in Mojmirja Sepeta.
| #   | Izvedba                   | Pesem                            | Glasba / besedilo                      | Opombe |
| --- | ------------------------- | -------------------------------- | -------------------------------------- | --- |
| 1.  | Alenka Godec              | Glas stare ure                   | Jure Robežnik / Gregor Strniša         | Slovenska popevka 1962 |
| 2.  | Irena Vrčkovnik           | Na ljubljanskem gradu            | Mojmir Sepe / Gregor Strniša           | 1971 |
| 3.  | Irena Vrčkovnik           | Ribič, ribič me je ujel          | Mojmir Sepe / Gregor Strniša           | Melodije morja in sonca 1978 3. nagrada občinstva |
| 4.  | Darja Švajger             | Nocoj                            | Jože Privšek / Lev Svetek              | |
| 5.  | Darja Švajger             | Pesem o pomladi in prijateljstvu | Mojmir Sepe / Dušan Velkaverh          | Slovenska popevka 1970 3. nagrada občinstva |
| 6.  | Lado Leskovar             | Uspavanka za mrtve vagabunde     | Mojmir Sepe / Frane Milčinski          | Slovenska popevka 1974 1. nagrada občinstva, 1. nagrada mednarodne žirije                                                                                         |
| 7.  | Anžej Dežan               | Ljubezen                         |                                        | |
| 8.  | Alenka Godec              | Ljubim, ne morem nič za to       | Jerome Kern / ?                        | Original: Can't Help Lovin' Dat Man iz muzikala Show Boat (1927)                                                                                                  |
| 9.  | Elda Viler                | S teboj                          | Mojmir Sepe / Elza Budau               | Slovenska popevka 1964 Elda in Majda sta S teboj peli v alternaciji                                                                                               |
| 10. | Elda Viler                | Vzameš me v roke                 | Mojmir Sepe / Miroslav Košuta          | Slovenska popevka 1967 Vzameš me v roke je sicer Eldina pesem, a je tudi Majda posnela svojo različico                                                            |
| 11. | Vita Mavrič               | Stihi mojega spomina             | Milan Ferlež / Janez Menart            | Opatija 1980 |
| 12. | Vita Mavrič               | Kraj mene lezi                   |                                        | |
| 13. | Oto Pestner               | Pismo za Mary Brown              | Mojmir Sepe / Frane Milčinski          | Slovenska popevka 1976 1. nagrada občinstva |
| 14. | Oto Pestner               | My Love for You                  | Mojmir Sepe / Norman Newell            | Slovenska popevka 1972 Grand Prix mednarodne žirije, 1. nagrada strokovne žirije Angleška različica Med iskrenimi ljudmi, ki jo je v alternaciji pel Robert Young |
| 15. | Nuša Derenda & Nino Robič | Bele ladje                       | Mojmir Sepe / Gregor Strniša           | Duet Majde in Nina, ki je izšel 1962 |
| 16. | Nuša Derenda              | Ljubljanske ulice                | Mojmir Sepe / Dušan Velkaverh          | Slovenska popevka 1973 |
| 17. | Nuša Derenda              | Izpoved                          | Mojmir Sepe / Branko Šömen             | Slovenska popevka 1975 |
| 18. | Vsi skupaj                | Čez Šuštarski most               | Mike Deighan, Pierre Delanoë / Strniša | Original: Waterloo Road – Jason Crest / Les Champs Élysées – Joe Dassin                                                                                           |

### 2007
Poletna noč 2007 je bila posvečena skladateljema Mojmirju Sepetu in Juretu Robežniku. Potekala je 26. junija v ljubljanskih Križankah. Večer je povezoval Ivana Šundov (avtor scenarija je bil Jure Longyka). Nastopajoče, ki so izvedli njune najbolj znane skladbe, na primer Poletna noč, Na vrhu nebotičnika, Med iskrenimi ljudmi in Lastovke, sta spremljala Big Band in Simfonični orkester RTV Slovenija pod dirigentsko taktirko Mojmirja Sepeta, Lojzeta Krajnčana in Patrika Grebla. Nastopili so:
- Elda Viler
- Alenka Godec
- Darja Švajger
- Vita Mavrič
- Anika Horvat
- Eva Hren
- Ana Dežman
- Irena Vrčkovnik
- Eva Černe
- Branka Kraner
- Lado Leskovar
- Anžej Dežan
- Andraž Hribar
- Perpetuum Jazzile
- pianist Bojan Gorišek
- saksofonist Tadej Tomšič

### 2008
Leta 2008 ni bilo posebnega koncerta, ki bi bil komu posvečen, ampak je pod imenom Poletna noč 3. junija v Slovenski filharmoniji potekal koncert Darje Švajger z naslovom Vsi moji obrazi, na katerem je predstavila vrhunce najbolj znanih muzikalov. To je bila ena izmed prireditev ob 80-letnici Radia in 50-letnici Televizije Slovenija. Darjo sta spremljala Simfonični orkester in Big band RTV Slovenija pod dirigentsko taktirko Matjaža Brežnika. Kot gost je nastopil harmonikar Janez Dovč.
| #   | Pesem                         | Avtorji                                                         | Opombe                                                                                         |
| --- | ----------------------------- | --------------------------------------------------------------- | ---------------------------------------------------------------------------------------------- |
| 1.  | Blue Velvet                   | Bernie Wayne, Lee Morris / Jaka Pucihar                         |                                                                                                |
| 2.  | People                        | Jule Styne / Bob Merrill / Ranko Rihtman                        | muzikal Funny Girl (Smešno dekle) (1964)                                                       |
| 3.  | Tonight                       | Leonard Bernstein / Stephen Sondheim / Jože Privšek             | muzikal West Side Story (Zgodba z zahodne strani) (1956)                                       |
| 4.  | Oh, What a Beautiful Mornin   | Richard Rodgers / Oscar Hammerstein / Jože Privšek              | muzikal Oklahoma! (1943)                                                                       |
| 5.  | I Could Have Danced All Night | Frederick Loewe / Alan Jay Lerner / Jože Privšek                | muzikal My Fair Lady (1956)                                                                    |
| 6.  | Don't Cry for Me Argentina    | Andrew Lloyd Webber / Tim Rice / Ranko Rihtman                  | muzikal Evita (1976/78)                                                                        |
| 7.  | Fiddle Faddle                 | Leroy Anderson                                                  | Izvedel orkester brez Darje                                                                    |
| 8.  | I Will Wait for You           | Michel Legrand / Norman Gimbel / Patrik Greblo                  | muzikal Les Parapluies de Cherbourg (1964) angl. različica Je ne pourrai jamais vivre sans toi |
| 9.  | All I Ask of You              | Andrew Lloyd Webber / Charles Hart, Richard Stilgoe / Rok Golob | muzikal The Phantom of the Opera (Fantom iz opere) (1986)                                      |
| 10. | Mein Herr                     | John Kander / Fred Ebb / Lojze Krajnčan                         | filmska različica muzikala Cabaret (Kabaret) (1972)                                            |
| 11. | Lastovka                      | Jure Robežnik / Milan Jesih                                     | Iz predstave Naivne lastovke Gost: Janez Dovč                                                  |
| 12. | Send in the Clowns            | Stephen Sondheim / Stephen Sondheim / Ranko Rihtman             | muzikal A Little Night Music (Mala nočna glasba) (1973)                                        |
| 13. | I Feel Pretty                 | Leonard Bernstein / Stephen Sondheim / Jaka Pucihar             | muzikal West Side Story (1957)                                                                 |
| 14. | One Day I'll Fly Away         | Joe Sample / Will Jennings / Patrik Greblo                      | muzikal Moulin Rouge! (2001)                                                                   |
| 15. | My Heart Belongs to Daddy     | Cole Porter / Cole Porter / Patrik Greblo                       | muzikal Leave It to Me! (1938)                                                                 |
| 16. | Oblivion                      | Astor Piazzolla                                                 | Izvedel Janez Dovč z orkestrom brez Darje                                                      |
| 17. | Yo soy Maria                  | Astor Piazzolla / Horacio Ferrer / Jaka Pucihar                 | Gost: Janez Dovč                                                                               |
| 18. | Cabaret                       | John Kander / Fred Ebb / Jože Privšek                           | iz muzikala Cabaret (1966)                                                                     |
| 19. | Somewhere                     | Leonard Bernstein / Stephen Sondheim / Ranko Rihtman            | iz muzikala West Side Story (1957)                                                             |
| 20. | Prisluhni mi                  | Sašo Fajon / Primož Peterca / Jože Privšek                      | Pesem Evrovizije 1995                                                                          |

### 2009
Poletna noč: Elda Viler − 50 let na odru je potekala 16. junija 2009 v ljubljanskih Križankah. Prireditev je povezovala Bernarda Žarn. Nastopila je Elda Viler z gosti (Mladinski pevski zbor Stična, Ladislav Fidri - Laci, Ana Dežman, Zdenka Kovačiček, Oto Pestner, Gal Gjurin, Denis Horvat in Edvin Fliser) ob spremljavi Big Banda in Simfoničnega orkestra RTV Slovenija pod dirigentsko taktirko Lojzeta Krajnčana (in Ladislava Fidrija).
| #          | Pesem                             | Izvedba                                                                     | Glasba / besedilo / aranžma                       | Opombe                                                                        |
| ---------- | --------------------------------- | --------------------------------------------------------------------------- | ------------------------------------------------- | ----------------------------------------------------------------------------- |
| 1.         | Ave Marija                        | Elda Viler & MPZ Stična                                                     | Charles Gounod / M. File                          |                                                                               |
| 2.         | Osliček                           | Elda Viler                                                                  | Elda Viler / Elza Budau / Jože Privšek            | Melodije morja in sonca 1981                                                  |
| 3.         | Otoki                             | Elda Viler                                                                  | Jure Robežnik / Miroslav Košuta / Jure Robežnik   | Opatija 1968                                                                  |
| 4.         | Rajska ptica                      | Elda Viler                                                                  | Boris Kovačič / Gregor Strniša / Mario Rijavec    | Slovenska popevka 1969                                                        |
| 5.         | Stardust                          | Ladislav Fidri - Laci                                                       | Hoagy Carmichael / – / Ladislav Fidri             |                                                                               |
| 6.         | Predolgo si bil sam               | Elda Viler                                                                  | Ladislav Fidri / Elza Budau / Ladislav Fidri      |                                                                               |
| 7.         | Raindrops Keep Fallin' on My Head | Elda, Ana Dežman & Zdenka Kovačiček                                         | Burt Bacharach / različni / Ladislav Fidri        | Bacharach medley                                                              |
| 7.         | This Guy's in Love with You       | Elda, Ana Dežman & Zdenka Kovačiček                                         | Burt Bacharach / različni / Ladislav Fidri        | Bacharach medley                                                              |
| 7.         | I'll Never Fall in Love Again     | Elda, Ana Dežman & Zdenka Kovačiček                                         | Burt Bacharach / različni / Ladislav Fidri        | Bacharach medley                                                              |
| 8.         | Kličem te, sreča                  | Ana Dežman                                                                  | Heda Piliš / Elza Budau / Ladislav Fidri          |                                                                               |
| 9.         | Tebi, ki veš                      | Ana Dežman                                                                  | Ladislav Fidri / Elza Budau / Ladislav Fidri      |                                                                               |
| 10.        | Makin' Whoopee                    | Zdenka Kovačiček                                                            | Walter Donaldson / Gus Khan / Ladislav Fidri      |                                                                               |
| 11.        | Ne prižigaj luči                  | Elda Viler                                                                  | Jože Privšek / Gregor Strniša / Jože Privšek      | Original: Ne pali svetla u sumrak Lole Novaković                              |
| 12.        | Ko ljubezen umre                  | Elda Viler                                                                  | Aleš Kersnik / Elza Budau / Janez Gregorc         | Festival Zlata nota, Solingen 1973                                            |
| 13.        | Ti                                | Elda Viler                                                                  | Jani Golob / Elza Budau / Janez Gregorc           | Slovenska popevka 1973                                                        |
| 14.        | Ti si moja ljubezen               | Elda Viler & Oto Pestner                                                    | Jure Robežnik / Elza Budau / Jure Robežnik        |                                                                               |
| 15.        | 30 let                            | Oto Pestner                                                                 | Dušan Porenta / Dušan Porenta / Jože Privšek      | Slovenska popevka 1971 1. nagrada občinstva                                   |
| 16.        | Enkrat se vse začne               | Elda Viler & Ana Dežman                                                     | Franc Avsenek / Dušan Velkaverh / Jani Golob      |                                                                               |
| 17.        | Vem, da si nekje                  | Elda Viler & Ana Dežman (Gal Gjurin na klavirju, Denis Horvat na harmoniki) | Gal Gjurin                                        |                                                                               |
| 18.        | Tam, kjer sem doma                | Edvin Fliser                                                                | Jože Privšek / Miroslav Košuta / Jože Privšek     | Slovenska popevka 1968 3. nagrada občinstva                                   |
| 19.        | Od vesielja se živi               | Elda Viler & Edvin Fliser                                                   | Edvin Fliser / Metka Ravnjak-Jauk / Patrik Greblo | Narečna popevka 2006                                                          |
| 20.        | Če bi teden štel osem dni         | Elda Viler & Ana Dežman                                                     | Jure Robežnik / Elza Budau / Jure Robežnik        | Jugovizija 1968 − 2. mesto                                                    |
| 21.        | Nora misel (Pazza idea)           | Elda Viler & Ana Dežman                                                     | Maurizion Monti / Elza Budau / Milan Mihelič      | Original: Pazza idea Patty Pravo                                              |
| 22.        | Ta svet                           | Elda Viler                                                                  | Ati Soss / Branko Šömen / Ati Soss                |                                                                               |
| 23.        | Lastovke                          | Elda Viler                                                                  | Jure Robežnik / Milan Jesih / Jure Robežnik       | Iz predstave Naivne lastovke                                                  |
| 24. Venček | S teboj                           | Elda Viler                                                                  | Mojmir Sepe / Elza Budau / Mojmir Sepe            | Slovenska popevka 1964                                                        |
| 24. Venček | Na deževen dan                    | Elda Viler                                                                  | Jure Robežnik / Elza Budau / Jure Robežnik        | Opatija 1967                                                                  |
| 24. Venček | Zlati prah imaš v očeh            | Elda Viler                                                                  | Jože Privšek / Miroslav Košuta / Jože Privšek     | Slovenska popevka 1969 2. nagrada strokovne žirije                            |
| 24. Venček | Vzameš me v roke                  | Elda Viler                                                                  | Mojmir Sepe / Miroslav Košuta / Mojmir Sepe       | Slovenska popevka 1967 1. nagrada strokovne žirije                            |
| 24. Venček | Včeraj, danes, jutri              | Elda Viler & Ana Dežman                                                     | Ati Soss / Branko Šömen / Ati Soss                | Slovenska popevka 1971 nagrada mednarodne žirije, 1. nagrada strokovne žirije |

### 2010
Poletna noč 2010 je bila posvečena skladatelju Mojmirju Sepetu ob njegovi 80-letnici. Prireditev je potekala 22. junija v ljubljanskih Križankah, povezovala pa jo je Bernarda Žarn. Nastopajoče, ki so izvajali Sepetove najbolj znane popevke, sta spremljala Simfonični orkester in Big Band RTV Slovenija pod dirigentsko taktirko Lojzeta Krajnčana.
| #   | Izvedba                                | Pesem (prvotni izvajalec)                     | Besedilo           | Opombe                                                                           |
| --- | -------------------------------------- | --------------------------------------------- | ------------------ | -------------------------------------------------------------------------------- |
| 1.  | Eva Hren                               | Sto majhnih nežnosti (Alenka Pinterič)        | Elza Budau         |                                                                                  |
| 2.  | Darja Švajger                          | Pesem o pomladi in prijateljstvu (Majda Sepe) | Dušan Velkaverh    | Slovenska popevka 1970 3. nagrada občinstva, nagrada za aranžma                  |
| 3.  | Alenka Godec                           | Utrinek (Marjana Deržaj)                      | Gregor Strniša     | Slovenska popevka 1965 2. nagrada občinstva                                      |
| 4.  | Nuša Derenda                           | Ribič, ribič me je ujel (Majda Sepe)          | Gregor Strniša     | Melodije morja in sonca 1978 3. nagrada občinstva                                |
| 5.  | Nuška Drašček                          | Nekoč bo (Regina)                             | Žarko Petan        |                                                                                  |
| 6.  | Elda Viler (Jure Robežnik na klavirju) | Na pragu let (Elda Viler)                     | Elza Budau         |                                                                                  |
| 7.  | Orkester                               | Uspavanka za Lano                             | —                  |                                                                                  |
| 8.  | Vita Mavrič                            | Pariške kokete (Vita Mavrič)                  | Vinko Möderndorfer |                                                                                  |
| 9.  | Mia Žnidarič                           | Pismo za Mary Brown (Majda Sepe)              | Fran Milčinski     | Slovenska popevka 1976 1. nagrada občinstva                                      |
| 10. | Oto Pestner                            | Mnogo srečnih let od tod (Oto Pestner)        | Dušan Velkaverh    | Opatija 1973                                                                     |
| 11. | Pro anima singers                      | Poletna noč (Marjana Deržaj/Beti Jurković)    | Elza Budau         | Slovenska popevka 1964 1. nagrada občinstva                                      |
| 12. | Eva Hren                               | Ko sva skupaj (Alenka Pinterič)               | Smiljan Rozman     | Šanson Rogaška 1988                                                              |
| 13. | Marjan Peternel (pianist)              | Pogled z gradu                                | —                  |                                                                                  |
| 14. | Darja Švajger                          | Med iskrenimi ljudmi (Majda Sepe)             | Dušan Velkaverh    | Slovenska popevka 1972 grand prix mednarodne žirije, 1. nagrada strokovne žirije |
| 15. | Alenka Godec                           | Brez besed (Berta Ambrož)                     | Elza Budau         | Pesem Evrovizije 1966 – 7. mesto                                                 |
| 16. | Nuša Derenda                           | Vzameš me v roke (Elda Viler)                 | Miroslav Košuta    | Slovenska popevka 1967 1. nagrada strokovne žirije                               |
| 17. | Elda Viler (Mojmir Sepe na klavirju)   | S teboj (Elda Viler/Majda Sepe)               | Elza Budau         | Slovenska popevka 1964                                                           |
| 18. | Mojmir Sepe                            | Zemlja pleše (Nino Robič)                     | Gregor Strniša     | Slovenska popevka 1962                                                           |
| 19. | Mojmir Sepe                            | Stari lajnar                                  | Fran Milčinski     |                                                                                  |
| 20. | Vsi skupaj                             | Poletna noč                                   | Elza Budau         |                                                                                  |

### 2011
Poletna noč – Dan ljubezni je potekala 21. junija 2011 v ljubljanskih Križankah. Posvečena je bila tekstopiscu Dušanu Velkaverhu. Povezovala jo je Ana Tavčar, nastopajoče pa sta spremljala Big band in Simfonični orkester RTV Slovenija pod dirigentsko taktirko Lojzeta Krajnčana, Patrika Grebla in Mojmirja Sepeta.
| #   | Izvajalec                                                     | Pesem (prvotni izvajalec, kadar drug)         | Glasba / aranžma                         | Opombe                                                                                                  |
| --- | ------------------------------------------------------------- | --------------------------------------------- | ---------------------------------------- | --- |
| 1.  | Nove vrane (Katja Koren, Lea Sirk, Mate Brodar, Matej Virtič) | Presenečenja (Bele vrane)                     | Jure Robežnik                            | Slovenska popevka 1968 1. nagrada občinstva, nagrada strokovne žirije                                   |
| 2.  | Ana Dežman                                                    | Nad mestom se dani (Ditka Haberl)             | Jože Privšek                             | Opatijski festival 1985                                                                                 |
| 3.  | Oto Pestner                                                   | Mnogo srečnih let od tod                      | Mojmir Sepe                              | Opatija 1973                                                                                            |
| 4.  | Iva Stanič                                                    | Brez ljubezni mi živeti ni (Moni Kovačič)     | Tadej Hrušovar / Dečo Žgur               | Opatija 1978                                                                                            |
| 5.  | Neža Drobnič                                                  | Ti si rekel sonce (Ivo Mojzer)                | Dečo Žgur / Lojze Krajnčan               | 1976 |
| 6.  | Andrej Šifrer                                                 | Ptica vrh Triglava (Braco Koren)              | Jure Robežnik / Patrik Greblo, Šifrer    | Slovenska popevka 1971 3. nagrada strokovne žirije                                                      |
| 7.  | Eva Sršen                                                     | Ljubi, ljubi, ljubi                           | Mojmir Sepe                              | Opatija 1969                                                                                            |
| 8.  | Ivan Hudnik                                                   | Zelene livade s teboj (12. nadstropje)        | Martin Žvelc / Slavko Avsenik ml.        | Opatija 1985                                                                                            |
| 9.  | Irena Vrčkovnik                                               | Vila z rimskega zidu (Ditka Haberl)           | Jure Robežnik / Janez Gregorc            | Beogradsko proleće 1972                                                                                 |
| 10. | Irena Vidic                                                   | Kot nekdo, ki imel me bo rad (Pepel in kri)   | Nat Kipner / Lojze Krajnčan              | |
| 11. | Nuška Drašček                                                 | Ljubljanske ulice (Majda Sepe)                | Mojmir Sepe                              | Slovenska popevka 1973                                                                                  |
| 12. | Nove vrane                                                    | Mini maxi (Bele vrane)                        | Jože Privšek                             | Slovenska popevka 1970 1. nagrada občinstva                                                             |
| 13. | Elda Viler (Jure Robežnik na klavirju)                        | Dnevi srečni, dnevi žalostni                  | Jure Robežnik                            | Slovenska popevka 1978 – šansoni                                                                        |
| 14. | Pepel in kri                                                  | Pesem za dinar                                | Tadej Hrušovar / Dečo Žgur, Jože Privšek | Slovenska popevka 1979 3. nagrada občinstva, 1. nagrada mednarodne žirije nagrada za najboljše besedilo |
| 15. | Darja Švajger                                                 | Pesem o pomladi in prijateljstvu (Majda Sepe) | Mojmir Sepe                              | Slovenska popevka 1970 3. nagrada občinstva                                                             |
| 16. | Matjaž Jelen                                                  | Solza, ki je ne prodam (Edvin Fliser)         | Jože Privšek                             | Slovenska popevka 1970 1. nagrada strokovne žirije, nagrada za najboljše besedilo                       |
| 17. | Anika Horvat                                                  | Valeta (Marjana Deržaj & Bele vrane)          | Mojmir Sepe                              | Slovenska popevka 1970                                                                                  |
| 18. | Edvin Fliser                                                  | Kjer se nasmeh konča                          | Mojmir Sepe                              | Slovenska popevka 1975 1. nagrada mednarodne žirije                                                     |
| 19. | Alenka Godec                                                  | Vsak je sam (Hazard)                          | Tadej Hrušovar / Jaka Pucihar, Jani Hace | Slovenska popevka 1980 3. nagrada občinstva                                                             |
| 20. | Janez Bončina - Benč                                          | Maja z biseri                                 | Jure Robežnik / Grega Forjanič           | Slovenska popevka 1974 3. nagrada mednarodne žirije                                                     |
| 21. | Nuša Derenda                                                  | Mlade oči (Ditka Haberl)                      | Jure Robežnik / Patrik Greblo            | Opatija 1973                                                                                            |
| 22. | Eva Hren                                                      | Dan neskončnih sanj (Vlado Kreslin)           | Aleš Strajnar / Lojze Krajnčan           | Slovenska popevka 1980 1. nagrada mednarodne žirije                                                     |
| 23. | Dominik Trobentar                                             | So najlepše pesmi že napisane (Hazard)        | Tadej Hrušovar / Lojze Krajnčan          | Jugovizija 1983                                                                                         |
| 24. | Nina Strnad                                                   | Med iskrenimi ljudmi (Majda Sepe)             | Mojmir Sepe                              | Slovenska popevka 1972 grand prix mednarodne žirije, 1. nagrada strokovne žirije                        |
| 25. | Vsi skupaj                                                    | Dan ljubezni (Pepel in kri)                   | Tadej Hrušovar / Dečo Žgur               | Pesem Evrovizije 1975                                                                                   |

### 2012
Poletna noč: 50 let Slovenske popevke je potekala 21. junija 2012 na Kongresnem trgu. Povezovala jo je Bernarda Žarn (scenarij sta napisala Rok Vilčnik in Žarnova). Izvajalce sta spremljala Simfonični orkester in Big band RTV Slovenija pod dirigentsko taktirko Patrika Grebla (Mojmirja Sepeta pri Med iskrenimi ljudmi). Posebni gostje prireditve so bili Dušan Velkaverh, Mojmir Sepe, Jure Robežnik, Nino Robič, Ajda Kalan in Nataša Dolenc.
| #   | Izvedba                    | Pesem (prvotni izvajalec, kadar drug)             | Leto | Glasba / besedilo / aranžma                            | Nagrade                                                                        |
| --- | -------------------------- | ------------------------------------------------- | ---- | ------------------------------------------------------ | ------------------------------------------------------------------------------ |
| 1.  | Stane Mancini              | Mandolina (Stane Mancini/Beti Jurković)           | 1962 | Vladimir Stiasny / Lev Svetek / Jože Privšek           | 1. nag. občinstva                                                              |
| 2.  | Alenka Godec               | Zvezde padajo v noč (Marjana Deržaj/Nino Robič)   | 1962 | Vilko in Slavko Avsenik / Ciril Zlobec / Jure Robežnik | 2. nag. občinstva                                                              |
| 3.  | Nina Strnad                | Orion (Marjana Deržaj/Katja Levstik)              | 1963 | Jure Robežnik / Gregor Strniša / Jure Robežnik         | Nag. za najboljšo glasbeno stvaritev                                           |
| 4.  | Lado Leskovar              | Malokdaj se srečava (Lado Leskovar/Beti Jurković) | 1963 | Mojmir Sepe / Gregor Strniša / Mojmir Sepe             | 1. nag. občinstva; za najboljšo pevko, za najbolj izvirno popevko, za besedilo |
| 5.  | Lea Sirk                   | S teboj (Majda Sepe/Elda Viler)                   | 1964 | Mojmir Sepe / Elza Budau / Mojmir Sepe                 |                                                                                |
| 6.  | Lidija Kodrič              | Neizpeta melodija                                 | 1969 | Damjan Tozon / Mirjam Tozon / Mojmir Sepe              | 1. nag. občinstva                                                              |
| 7.  | Eva Boto                   | Včeraj, danes, jutri (Elda Viler)                 | 1971 | Ati Soss / Branko Šömen / Ati Soss                     | Nag. mednarodne žirije, 1. nag. strokovne žirije                               |
| 8.  | Bilbi                      | Med iskrenimi ljudmi (Majda Sepe)                 | 1972 | Mojmir Sepe / Dušan Velkaverh / Mojmir Sepe            | Grand prix mednarodne žirije, 1. nag. strokovne žirije                         |
| 9.  | Edvin Fliser               | Leti, leti lastovka                               | 1973 | Boris Kovačič / Gregor Strniša / Mario Rijavec         | 1. nag. občinstva                                                              |
| 10. | Janez Bončina - Benč       | Maja z biseri                                     | 1974 | Jure Robežnik / Dušan Velkaverh / Grega Forjanič       | 3. nag. mednarodne žirije                                                      |
| 11. | Tomaž Domicelj             | Danes bo srečen dan                               | 1975 | Tomaž Domicelj / Tomaž Domicelj / Jože Privšek         | 2. nag. občinstva                                                              |
| 12. | Nuška Drašček              | Samo nasmeh je bolj grenak (Ditka Haberl)         | 1976 | Jože Privšek / Elza Budau / Jože Privšek               | 1. nag. občinstva, 1. nag. mednarodne žirije                                   |
| 13. | Oto Pestner                | Vrača se pomlad                                   | 1977 | Silvester Stingl / Elza Budau / Jože Privšek           | 1. nag. občinstva, 1. nag. mednarod. žirije; za aranžma                        |
| 14. | Omar Naber                 | Dan neskončnih sanj (Vlado Kreslin)               | 1980 | Aleš Strajnar / Dušan Velkaverh / Mojmir Sepe          | 1. nag. mednarodne žirije                                                      |
| 15. | Andrej Šifrer              | Za prijatelje                                     | 1998 | Andrej Šifrer / Andrej Šifrer / Patrik Greblo          | 1. nag. občinstva, 1. nag. žirije                                              |
| 16. | Nuša Derenda               | Čez 20 let                                        | 2000 | Matjaž Vlašič / Urša Vlašič / Patrik Greblo            | Nag. za zvočno podobo                                                          |
| 17. | Katrinas                   | Letim                                             | 2001 | Rok Golob / Primož Peterca / Rok Golob                 | 1. nag. žirije                                                                 |
| 18. | Tomaž Ahačič & Katja Koren | Če je to slovo                                    | 2005 | Matjaž Vlašič / Urša Vlašič / Patrik Greblo            | 1. nag. občinstva                                                              |
| 19. | Ylenia Zobec               | Ne razumem                                        | 2005 | Marino Legovič / Damjana Kenda Hussu / Legovič, Greblo | 1. nag. žirije; za izvedbo                                                     |
| 20. | Anika Horvat               | Belo nebo                                         | 2006 | Patrik Greblo / Damjana Kenda Hussu / Greblo           | 1. nag. žirije; za aranžma                                                     |
| 21. | Damjana Golavšek           | Naravne sile                                      | 2007 | Karel Novak / Damjana Kenda Hussu / Janez Gregorc      | 1. nag. žirije; za aranžma                                                     |
| 22. | Anžej Dežan                | Šopek maka                                        | 2008 | Patrik Greblo / Milan Dekleva / Patrik Greblo          | 1. nag. žirije; za interpretacijo, za besedilo                                 |
| 23. | Darja Švajger              | Otok ljubezni                                     | 2010 | Patrik Greblo / Feri Lainšček / Patrik Greblo          | 1. nag. žirije; za interpretacijo                                              |
| 24. | Rudi Bučar                 | Naj traja                                         | 2011 | Rudi Bučar / Leon Oblak / Aleš Avbelj                  | 1. nag. žirije                                                                 |
| 25. | Nino Robič & vsi skupaj    | Vrtiljak (Lado Leskovar/Nino Robič)               | 1963 | Jure Robežnik / Gregor Strniša / Jure Robežnik         |                                                                                |
| 26. | Alenka Godec & Oto Pestner | Poletna noč (Marjana Deržaj/Beti Jurković)        | 1964 | Mojmir Sepe / Elza Budau / Mojmir Sepe                 | 1. nag. občinstva                                                              |

### 2013
Poletna noč: Pot do zvezd z Juretom Robežnikom je bila posvečena skladatelju Juretu Robežniku ob njegovi 80-letnici. Prireditev je potekala 21. junija 2013 na ljubljanskem Gospodarskem razstavišču, povezovala pa sta jo Miša Molk in Janez Čuček. Nastopajoče sta spremljala Simfonični orkester in Big band RTV Slovenija pod dirigentsko taktirko Patrika Grebla, Lojzeta Krajnčana in Mojmirja Sepeta.
| #   | Izvedba                                                | Pesem (prvotni izvajalec)                         | Besedilo           | Opombe                                                                   |
| --- | ------------------------------------------------------ | ------------------------------------------------- | ------------------ | ------------------------------------------------------------------------ |
| 1.  | Ana Dežman                                             | Ko svet je bil mlad (Elda Viler)                  | Gregor Strniša     |                                                                          |
| 2.  | Braco Koren                                            | Ptica vrh Triglava (Braco Koren)                  | Dušan Velkaverh    | Slovenska popevka 1971 3. nagrada strokovne žirije                       |
| 3.  | Manca Izmajlova                                        | Ti si moja ljubezen (Elda Viler)                  | Elza Budau         |                                                                          |
| 4.  | Rok Pečečnik                                           | Otoki (Elda Viler)                                | Miroslav Košuta    | Opatija 1968                                                             |
| 5.  | Lea Sirk, Katja Koren, Alex Volasko & Mitja Bobič      | Na vrhu nebotičnika (Bele vrane)                  | Gregor Strniša     |                                                                          |
| 6.  | Lea Sirk, Katja Koren, Alex Volasko & Mitja Bobič      | Presenečenja (Bele vrane)                         | Dušan Velkaverh    | Slovenska popevka 1968 1. nagrada občinstva, nagrada strokovne žirije    |
| 7.  | Eva Hren                                               | Na pragu let (Elda Viler)                         | Elza Budau         |                                                                          |
| 8.  | Tadej Tomšič (saksofonist)                             | Concertino za tenor saksofon in orkester          | —                  |                                                                          |
| 9.  | Alenka Godec                                           | Orion (Marjana Deržaj/Katja Levstik)              | Gregor Strniša     | Slovenska popevka 1963 nagrada za najboljšo glasbeno stvaritev           |
| 10. | Irena Vrčkovnik                                        | Verujem v pravljice (Beti Jurković/Lado Leskovar) | Gregor Strniša     | Slovenska popevka 1964 2. nagrada občinstva                              |
| 11. | Nuška Drašček                                          | Na deževen dan (Elda Viler)                       | Elza Budau         |                                                                          |
| 12. | Andraž Hribar                                          | Pegasto dekle (Arsen Dedić)                       | Elza Budau         | Slovenska popevka 1972 2. nagrada občinstva, 2. nagrada strokovne žirije |
| 13. | Neisha                                                 | Šel si mimo (Irena Kohont)                        | Elza Budau         | Slovenska popevka 1965 1. nagrada občinstva                              |
| 14. | Mladinski zbor RTV Slovenija (zborovodja Tomaž Pirnat) | Mesto mladih (Bele vrane)                         | Svetlana Makarovič | Opatija 1968                                                             |
| 15. | Mladinski zbor RTV Slovenija & David Jarh (trobentač)  | Charleyeva tetka                                  | —                  |                                                                          |
| 16. | Ana Soklič                                             | Človek, ki ga ni (Majda Sepe)                     | Branko Šömen       | Opatija 1969                                                             |
| 17. | Janez Bončina                                          | Maja z biseri (Janez Bončina)                     | Dušan Velkaverh    | Slovenska popevka 1974 3. nagrada mednarodne žirije                      |
| 18. | Orkester                                               | Otok in struga                                    | —                  |                                                                          |
| 19. | Eva Boto                                               | Mlade oči (Ditka Haberl)                          | Dušan Velkaverh    | Opatija 1973                                                             |
| 20. | Elda Viler                                             | Lastovka (Elda Viler)                             | Milan Jesih        | Iz predstave Naivne lastovke                                             |
| 21. | Ana Dežman & Elda Viler                                | Če bi teden štel osem dni (Elda Viler)            | Elza Budau         | Jugovizija 1968                                                          |
| 22. | Nina Strnad                                            | Čez veliko let (Marjana Deržaj)                   | Gregor Strniša     | Slovenska popevka 1964 nagrada za glasbo                                 |
| 23. | Vsi skupaj                                             | Vrtiljak (Lado Leskovar/Nino Robič)               | Gregor Strniša     | Slovenska popevka 1963                                                   |

Avtor aranžmajev je Jure Robežnik, razen: Orion, Lastovka (Mojmir Sepe), Šel si mimo (Vid Žgajner, Neisha), Mesto mladih, Mlade oči (Patrik Greblo), Maja z biseri (Grega Forjanič), Otok in struga (Lojze Krajnčan).

### 2014
Poletna noč − Pesmi, posvečene Ljubljani je potekala 21. junija 2014 na Kongresnem trgu. Z njo so se poklonili Ljubljani in 2000. obletnici ustanovitve rimske Emone. Prireditev je povezovala Miša Molk (scenarij je napisal Miha Šalehar). Soliste sta spremljala Simfonični orkester in Big band RTV Slovenija pod dirigentsko taktirko Patrika Grebla.
| #   | Izvedba                              | Pesem (prvotni izvajalec)                    | Glasba / besedilo / aranžma                                   | Opombe                                                                    |
| --- | ------------------------------------ | -------------------------------------------- | ------------------------------------------------------------- | ------------------------------------------------------------------------- |
| 1.  | Nuša Derenda                         | Ljubljanske ulice (Majda Sepe)               | Mojmir Sepe / Dušan Velkaverh / Mojmir Sepe                   | Slovenska popevka 1973                                                    |
| 2.  | Tinkara Kovač                        | Čez Šuštarski most (Majda Sepe)              | Mike Deighan, Pierre Delanoë / Gregor Strniša / Jure Robežnik | Original: Waterloo Road – Jason Crest oz. Les Champs Élysées – Joe Dassin |
| 3.  | Lea Sirk, Manca Špik & Alex Volasko  | Na vrhu nebotičnika (Bele vrane)             | Jure Robežnik / Gregor Strniša / Jure Robežnik                |                                                                           |
| 4.  | Eva Černe                            | Ob Ljubljanici (?)                           | Boris Kovačič / Elza Budau / Mario Rijavec                    |                                                                           |
| 5.  | Lea Sirk, Manca Špik & Alex Volasko  | Mesto mladih (Bele vrane/Lidija Kodrič)      | Jure Robežnik / Svetlana Makarovič / Patrik Greblo            | Opatija 1968                                                              |
| 6.  | Anžej Dežan                          | Nad mestom se dani (Ditka Haberl)            | Jože Privšek / Dušan Velkaverh / Patrik Greblo                | Opatija 1985                                                              |
| 7.  | Alenka Godec                         | Luči Ljubljane (Berta Ambrož)                | Jože Privšek / Svetlana Makarovič / Jože Privšek              | Slovenska popevka 1965 3. nagrada občinstva                               |
| 8.  | Nina Strnad                          | Deček s piščalko (Elda Viler)                | Jure Robežnik / Gregor Strniša / Jure Robežnik                | Slovenska popevka 1965                                                    |
| 9.  | Eva Hren                             | V Ljubljano (Marjana Deržaj)                 | Ati Soss / Svetlana Makarovič / Mario Rijavec                 | Slovenska popevka 1965 nagrada za pesem o Ljubljani                       |
| 10. | Slavko Ivančič                       | Ljubljančanke (Janko Ropret)                 | Jure Robežnik / Dušan Velkaverh / Patrik Greblo               | Slovenska popevka 1972                                                    |
| 11. | Lidija Kodrič                        | Ljubljana moja, moja mladost (Lidija Kodrič) | Emil Glavnik / Metka Ravnjak-Jauk / Tadej Tomšič              | Slovenska popevka 2008                                                    |
| 12. | Eva Boto                             | Čao Ljubljana (Meri Avsenak)                 | Bojan Adamič / Dušan Bižal / Bojan Adamič                     | Melodije morja in sonca 1978                                              |
| 13. | Severa Gjurin                        | Šel si mimo (Irena Kohont)                   | Jure Robežnik / Elza Budau / Jure Robežnik                    | Slovenska popevka 1965 1. nagrada občinstva                               |
| 14. | Nuša Derenda                         | Ljubljanski zvon (Branka Kraner)             | Nikica Kalogjera / Elza Budau / Edvard Holenthaner            | Slovenska popevka 1972 3. nag. občinstva, nag. za najbolj vedro pesem     |
| 15. | Tinkara Kovač                        | Vila z rimskega zidu (Ditka Haberl)          | Jure Robežnik / Dušan Velkaverh / Janez Gregorc               | Beogradsko proleće 1972                                                   |
| 16. | Lea Sirk, Manca Špik & Alex Volasko  | Ljubljanski grad (Pepel in kri)              | Tadej Hrušovar / Dušan Velkaverh / Dečo Žgur                  |                                                                           |
| 17. | Alenka Godec                         | Dekle iz Zlate ladjice (Pepel in kri)        | Tadej Hrušovar / Dušan Velkaverh / Dečo Žgur                  | Slovenska popevka 1977 3. nag. občinstva, 3. nag. mednarodne žirije       |
| 18. | Eva Hren                             | Tivoli (Beti Jurković)                       | Jože Privšek / Aleksander Skale / Jože Privšek                | Opatija 1960                                                              |
| 19. | Eva Černe                            | Pomlad v mestu (Eva Černe)                   | Boštjan Grabnar / Damjana Kenda Hussu / Rok Golob             | Slovenska popevka 2007 1. nagrada občinstva                               |
| 20. | Anžej Dežan                          | Ona sanja o Ljubljani (Jan Plestenjak)       | Jan Plestenjak                                                | Album Osebno (2011)                                                       |
| 21. | Lidija Kodrič (& Lea, Manca in Alex) | Valeta (Marjana Deržaj & Bele vrane)         | Mojmir Sepe / Dušan Velkaverh / Mojmir Sepe                   | Slovenska popevka 1970                                                    |
| 22. | Lado Leskovar                        | Prelepa si bela Ljubljana (Lado Leskovar)    | Bojan Adamič / Fran Milčinski - Ježek / Lojze Krajnčan        |                                                                           |
| 23. | Nina Strnad                          | Poletna noč (Marjana Deržaj/Beti Jurković)   | Mojmir Sepe / Elza Budau / Mojmir Sepe                        | Slovenska popevka 1964 1. nagrada občinstva                               |

### 2015
Poletna noč 2015 je bila posvečena tekstopiski Elzi Budau. Prireditev je potekala 29. junija v ljubljanskih Križankah. Povezoval jo je Saša Tabaković (vezno besedilo sta napisala skupaj z Rokom Pečečnikom). Soliste, med katerimi sta bila tudi zlata gosta Oto Pestner in Elda Viler, sta spremljala Simfonični orkester in Big band RTV Slovenija pod dirigentsko taktirko Patrika Grebla. V videosporočilih so o Eldi nekaj povedali Boris A. Novak, Polona Vetrih in predsednik države Borut Pahor.
| #   | Izvedba         | Pesem (prvotni izvajalec)                  | Glasba / aranžma                     | Opombe                                                                    |
| --- | --------------- | ------------------------------------------ | ------------------------------------ | ------------------------------------------------------------------------- |
| 1.  | Saša Tabaković  | S teboj (Majda Sepe/Elda Viler)            | Mojmir Sepe / Sepe                   | Slovenska popevka 1964                                                    |
| 2.  | Anika Horvat    | Nasmeh poletnih dni (Moni Kovačič)         | Milan Ferlež / Ferlež                | Melodije morja in sonca 1978 1. nagrada občinstva                         |
| 3.  | Manca Izmajlova | Ti si moja ljubezen (Elda Viler)           | Jure Robežnik / Robežnik             |                                                                           |
| 4.  | Oto Pestner     | Šepet poletnih trav (Oto Pestner)          | Milan Ferlež / Ferlež                |                                                                           |
| 5.  | Severa Gjurin   | Zelena leta (Tatjana Gros)                 | Jože Privšek / Privšek               | Slovenska popevka 1974                                                    |
| 6.  | Nuška Drašček   | Ljubimec brez imena (Ditka Haberl)         | Jože Privšek / Primož Grašič         |                                                                           |
| 7.  | Rok Pečečnik    | Balkoni moje mladosti (Majda Sepe)         | Milan Ferlež / Ferlež, Patrik Greblo |                                                                           |
| 8.  | Nina Strnad     | Ljubezen v f-molu (Ditka Haberl)           | Jože Privšek / Aleš Avbelj           |                                                                           |
| 9.  | Jure Ivanušič   | Pegasto dekle (Arsen Dedić)                | Jure Robežnik / Robežnik             | Slovenska popevka 1972 2. nagrada občinstva, 2. nagrada strokovne žirije  |
| 10. | Severa Gjurin   | Nikogar ni kakor ti (Elda Viler)           | Milan Ferlež / Ferlež, Patrik Greblo |                                                                           |
| 11. | Rok Pečečnik    | Ko ljubezen umre (Elda Viler)              | Aleš Kersnik / Jaka Pucihar          | Festival Zlata nota, Solingen 1973                                        |
| 12. | Elda Viler      | Kdaj (Elda Viler)                          | Ati Soss / Soss                      |                                                                           |
| 13. | Jure Ivanušič   | Najina love story (Oto Pestner)            | Jure Robežnik / Robežnik             |                                                                           |
| 14. | Nuška Drašček   | Sto majhnih nežnosti (Alenka Pinterič)     | Mojmir Sepe / Gregor Forjanič        |                                                                           |
| 15. | Manca Izmajlova | Brez besed (Berta Ambrož)                  | Mojmir Sepe / Sepe                   | Pesem Evrovizije 1966 – 7. mesto                                          |
| 16. | Saša Tabaković  | Večer za dva (Elda Viler)                  | Ati Soss / Jaka Pucihar              | Slovenska popevka 1980 – šansoni                                          |
| 17. | Elda Viler      | Na pragu let (Elda Viler)                  | Jure Robežnik / Robežnik             |                                                                           |
| 18. | Oto Pestner     | Vrača se pomlad (Oto Pestner)              | Silvester Stingl / Jože Privšek      | Slovenska popevka 1977 1. nagrada občinstva, 1. nagrada mednarodne žirije |
| 19. | Nina Strnad     | Samo nasmeh je bolj grenak (Ditka Haberl)  | Jože Privšek / Privšek               | Slovenska popevka 1976 1. nagrada občinstva, 1. nagrada mednarodne žirije |
| 20. | Anika Horvat    | Poletna noč (Marjana Deržaj/Beti Jurković) | Mojmir Sepe / Sepe                   | Slovenska popevka 1964 1. nagrada občinstva                               |

### 2016
Poletna noč 2016 je bila posvečena največjim festivalskim popevkam po letu 1991, ki so zaznamovale 25 let samostojnosti Slovenije. Potekala je v torek, 21. junija, na Kongresnem trgu v Ljubljani, povezovala pa jo je Bernarda Žarn. Izvajalce sta spremljala Big Band in Simfonični orkester RTV Slovenija pod dirigentsko taktirko Patrika Grebla.
| #   | Izvedba                     | Pesem (prvotni izvajalec)                  | Glasba / besedilo / aranžma                                   | Leto | Festival                |
| --- | --------------------------- | ------------------------------------------ | ------------------------------------------------------------- | ---- | ----------------------- |
| 1.  | Cole Moretti                | Tih deževen dan (1 X band)                 | Cole Moretti / Tomaž Kosec / Jože Privšek                     | 1993 | EMA                     |
| 2.  | Tanja Ribič                 | Zbudi se                                   | Saša Lošić / Zoran Predin / Mojmir Sepe                       | 1997 | EMA                     |
| 3.  | Eva Boto                    | Prisluhni mi (Darja Švajger)               | Primož Peterca, Sašo Fajon / Peterca / Jože Privšek           | 1995 | EMA                     |
| 4.  | Faraoni                     | Solinar                                    | Enzo Hrovatin / Silva Bajc / Patrik Greblo                    | 2001 | Melodije morja in sonca |
| 5.  | Faraoni                     | Mi ljudje smo kot morje                    | Enzo Hrovatin / Miša Čermak / Patrik Greblo                   | 1994 | Melodije morja in sonca |
| 6.  | Helena Blagne               | Bodi srečen, bambino                       | Edvin Fliser / Branko Jovanović Vunjak / Patrik Greblo        | 1993 | Melodije morja in sonca |
| 7.  | Anžej Dežan                 | Šopek maka                                 | Patrik Greblo / Milan Dekleva / Greblo                        | 2008 | Slovenska popevka       |
| 8.  | Katrinas                    | Letim                                      | Rok Golob / Primož Peterca / Golob                            | 2001 | Slovenska popevka       |
| 9.  | Prifarski muzikanti         | Tisti nekdo                                | Žiga Bižal / Bižal / Grega Forjanič                           | 2009 | Slovenska popevka       |
| 10. | Andraž Hribar               | Življenje je                               | Andraž Hribar / Dušan Bižal, Hribar / Patrik Greblo           | 2001 | EMA                     |
| 11. | Andraž Hribar               | Po čem diši ta dan                         | Andraž Hribar / Hribar / Patrik Greblo                        | 2013 | Slovenska popevka       |
| 12. | Alenka Godec                | Poglej me v oči                            | Aleš Klinar / Anja Rupel, Alenka Godec / Lojze Krajnčan       | 2003 | EMA                     |
| 13. | Anika Horvat                | Nihče ne ve                                | Ferry Horvat / Drago Mislej - Mef / Lojze Krajnčan            | 2005 | Slovenska popevka       |
| 14. | Anika Horvat                | Belo nebo                                  | Patrik Greblo / Damjana Kenda Hussu / Greblo                  | 2006 | Slovenska popevka       |
| 15. | Anika Horvat                | Lahko noč, Piran                           | Marino Legovič / Drago Mislej - Mef / Patrik Greblo           | 1996 | Melodije morja in sonca |
| 16. | Slavko Ivančić              | Ko mene več ne bo                          | Sašo Fajon / Drago Mislej - Mef / Patrik Greblo               | 2003 | Melodije morja in sonca |
| 17. | Slavko Ivančić              | Črta                                       | Danilo Kocjančič / Drago Mislej - Mef / Patrik Greblo         | 2000 | Melodije morja in sonca |
| 18. | Marko Vozelj                | Za prijatelje (Andrej Šifrer)              | Andrej Šifrer / Šifrer / Patrik Greblo                        | 1998 | Slovenska popevka       |
| 19. | Marko Vozelj & Nuša Derenda | Naj nama sodi le nebo                      | Matjaž Vlašič / Marko Vozelj / Primož Grašič                  | 2012 | Slovenska popevka       |
| 20. | Nuša Derenda                | Čez dvajset let                            | Matjaž Vlašič / Urša Vlašič / Patrik Greblo                   | 2000 | Slovenska popevka       |
| 21. | Nuša Derenda                | Ne, ni res (Energy)                        | Matjaž Vlašič / Urša Vlašič, Lucienne Lončina / Patrik Greblo | 2001 | EMA                     |
| 22. | Eroika                      | Če je to slovo (Yuhubanda & Katja Koren)   | Matjaž Vlašič / Urša Vlašič / Boštjan Grabnar, Patrik Greblo  | 2005 | Slovenska popevka       |
| 23. | Eva Boto                    | Kaj je to življenje                        | Matjaž Vlašič / Urša Vlašič / M. Vlašič, Anže Rozman          | 2016 | Slovenska popevka       |
| 24. | Alenka Godec                | Poletna noč (Marjana Deržaj/Beti Jurkovič) | Mojmir Sepe / Elza Budau / Sepe                               | 1964 | Slovenska popevka       |

### 2017
Poletna noč 2017 je bila posvečena skladatelju Jožetu Privšku (ob 80-letnici njegovega rojstva). Potekala je 21. junija na Kongresnem trgu, povezovala sta jo David Urankar in Bernarda Žarn. Nastopajoče sta v živo spremljala Simfonični orkester in Big Band RTV Slovenija pod dirigentsko taktirko Lojzeta Krajnčana in Patrika Grebla. Koncert je sklenila Darja Švajger z izvedbo Poletne noči.
| #   | Nastopajoči                             | Pesem (prvotni izvajalec)                                                        | Besedilo                |
| --- | --------------------------------------- | -------------------------------------------------------------------------------- | ----------------------- |
| 1.  | Nuša Derenda                            | Ne prižigaj luči v temi (Lola Novaković oz. Elda Viler)                          | Gregor Strniša          |
| 2.  | Alex Volasko                            | Tam, kjer sem doma (Edvin Fliser)                                                | Miroslav Košuta         |
| 3.  | Alenka Godec                            | Zlati prah imaš v očeh (Elda Viler)                                              | Miroslav Košuta         |
| 4.  | Matjaž Mrak                             | Deček z ulice (Ivo Mojzer)                                                       | Elza Budau              |
| 5.  | Nina Strnad in Matjaž Mrak              | Kako sva si različna (Marjana Deržaj & Stane Mancini oz. Neca Falk & Alfi Nipič) | Frane Milčinski - Ježek |
| 6.  | Nuška Drašček                           | Ljubimec brez imena (Ditka Haberl)                                               | Elza Budau              |
| 7.  | Matjaž Kumelj                           | Sinoči (Oto Pestner)                                                             | Dušan Velkaverh         |
| 8.  | Vokalni band Kreativo                   | Mini maxi (Bele vrane)                                                           | Dušan Velkaverh         |
| 9.  | Big Band RTV Slovenija                  | Sweet Mama Walse (instr.)                                                        | —                       |
| 10. | Darja Švajger                           | Samo nasmeh je bolj grenak (Ditka Haberl)                                        | Elaz Budau              |
| 11. | Oto Pestner                             | Mati, bodiva prijatelja (Oto Pestner)                                            | Dušan Velkaverh         |
| 12. | Oto Pestner & Kreativo                  | Če zapustil te bom (Oto Pestner)                                                 | Elza Budau              |
| 13. | Nina Strnad                             | Ljubezen v f-molu (Ditka Haberl)                                                 | Elza Budau              |
| 14. | Alex Volasko                            | Violine v mojem srcu (Oto Pestner)                                               | Elza Budau              |
| 15. | Nuška Drašček                           | Nad mestom se dani (Ditka Haberl)                                                | Dušan Velkaverh         |
| 16. | Simfonični orkester in Big Band RTV SLO | Open Country (instr.)                                                            | —                       |
| 17. | Alenka Godec                            | Za dva (Vilma Gunzek)                                                            | Elza Budau              |
| 18. | Nuša Derenda                            | Zato sem noro te ljubila (Tatjana Gros)                                          | Miroslav Košuta         |
| 19. | Oto Pestner                             | Vrača se pomlad (Oto Pestner)                                                    | Elza Budau              |
| 20. | Vsi nastopajoči                         | Vozi me vlak v daljave (Marjana Deržaj/Beti Jurković)                            | Aleksander Skale        |

Avtor glasbe vseh skladb je Jože Privšek, razen Vrača se pomlad, glasbo za katero je napisal Silvester Stingl. Avtor vseh aranžmajev je prav tako Jože Privšek, razen pri skladbah Ljubimec brez imena (Primož Grašič) in Ljubezen v f-molu (Aleš Avbelj).

### 2018
Poletna noč: Vse najboljše! je bila posvečena 90-letnici Radia in 60-letnici Televizije Slovenija. Potekala je 20. junija 2018 na Kongresnem trgu, povezovala sta jo Bernarda Žarn in Slavko Bobovnik. Nastopajoče sta v živo spremljala Simfonični orkester in Big Band RTV Slovenija pod dirigentsko taktirko Mojce Lavrenčič in Patrika Grebla. Koncert je sklenila Nina Strnad z izvedbo Poletne noči.
| Izvedba                                                       | Pesem                         | Leto | Avtor glasbe, besedila, aranžmaja                                         |
| ------------------------------------------------------------- | ----------------------------- | ---- | ------------------------------------------------------------------------- |
| Simfonični orkester in Big Band RTV Slovenija                 | Poletna noč                   | 1964 | Mojmir Sepe (ga), Elza Budau (b)                                          |
| Eva Hren                                                      | Ko boš prišla na Bled         | 1948 | Bojan Adamič (ga), Frane Milčinski - Ježek (b)                            |
| Urška Arlič Gololičič in Jože Vidic                           | Na mostu (Bila sva mlada oba) | 1962 | Slavko Avsenik (g), Vilko Ovsenik (g), Feri Souvan (b), Patrik Greblo (a) |
| Otroški pevski zbor RTV Slovenija (zborovodkinja Anka Jazbec) | Bratovščina Sinjega galeba    | 1969 | Marijan Vodopivec (g), Tone Pavček (b), Patrik Greblo (a)                 |
| Saša Lešnjek                                                  | Mlade oči                     | 1973 | Jure Robežnik (ga), Dušan Velkaverh (b)                                   |
| Darja Švajger                                                 | Prisluhni mi                  | 1995 | Primož Peterca (gb), Sašo Fajon (g), Jože Privšek (a)                     |
| Nina Strnad                                                   | Samo nasmeh je bolj grenak    | 1976 | Jože Privšek (ga), Elza Budau (b)                                         |
| Oto Pestner                                                   | Mati, bodiva prijatelja       | 1972 | Jože Privšek (ga), Dušan Velkaverh (b)                                    |
| Tinkara Kovač, Lara Baruca in Anika Horvat                    | Zate                          | 1989 | Marino Legovič (g), Drago Mislej - Mef (b), Patrik Greblo (a)             |
| Tinkara Kovač, Lara Baruca in Anika Horvat                    | Lahko noč, Piran              | 1996 | Marino Legovič (g), Drago Mislej - Mef (b), Patrik Greblo (a)             |
| Simfonični orkester RTV Slovenija                             | Na svoji zemlji               | 1948 | Marijan Kozina (ga)                                                       |
| Tomaž Domicelj                                                | Slovenskega naroda sin        | 1979 | Tomaž Domicelj (gb), Slavko Avsenik ml. (a)                               |
| Siddharta                                                     | Ledena                        | 2015 | Tomi Meglič (gb), Siddharta (a), Dejan Radičević (a), Rok Golob (a)       |
| Tomaž Plahutnik                                               | Cvetje v jeseni               | 1973 | Urban Koder (ga)                                                          |
| Andrej Šifrer                                                 | Za prijatelje                 | 1998 | Andrej Šifrer (gb), Patrik Greblo (a)                                     |
| Alfi Nipič                                                    | Poljane, dom prelepih dni     | 1977 | Milan Ferlež (ga), Alfi Nipič (b)                                         |
| Alfi Nipič                                                    | Štajerc                       | 1970 | Berti Rodošek (gba)                                                       |
| Elda Viler                                                    | Lastovka                      | 1980 | Jure Robežnik (ga), Milan Jesih (b)                                       |
| Anika Horvat                                                  | V Ljubljano                   | 1965 | Ati Soss (ga), Svetlana Makarovič (b)                                     |
| Oto Pestner                                                   | Vrača se pomlad               | 1977 | Silvester Stingl (g), Elza Budau (b), Jože Privšek (a)                    |
| New Swing Quartet                                             | 30 let                        | 1971 | Dušan Porenta (gb), Jože Privšek (a)                                      |
| Anika Horvat                                                  | Brez besed                    | 1966 | Mojmir Sepe (ga), Elza Budau (b)                                          |
| Saša Lešnjek                                                  | Pridi, dala ti bom cvet       | 1970 | Mojmir Sepe (ga), Dušan Velkaverh (b)                                     |
| Alex Volasko                                                  | Vse rože sveta                | 1967 | Urban Koder (g), Milan Lindič (b), Mario Rijavec (a)                      |
| Vsi nastopajoči                                               | Dan ljubezni                  | 1975 | Tadej Hrušovar (g), Dušan Velkaverh (b), Dečo Žgur (a)                    |
| Nina Strnad                                                   | Poletna noč                   | 1964 | Mojmir Sepe (ga), Elza Budau (b)                                          |

### 2019
Poletna noč: Poklon Marjani Deržaj je potekala 20. junija 2019 na ljubljanskem Kongresnem trgu. Vodila jo je Bernarda Žarn. Nastopajoče sta v živo spremljala Simfonični orkester in Big Band RTV Slovenija pod dirigentsko taktirko Patrika Grebla, ki je tudi vodja projekta.
| Izvajalec                                    | Pesem                   | Avtorji glasbe, besedila in aranžmaja                                              |
| -------------------------------------------- | ----------------------- | ---------------------------------------------------------------------------------- |
| Jadranka Juras                               | Čakam nate vsak večer   | Ati Soss (g), Elza Budau (b), Patrik Greblo (a)                                    |
| Eva Hren                                     | Vozi me vlak v daljave  | Jože Privšek (ga), Aleksander Skale (b)                                            |
| Ana Bezjak                                   | Čez veliko let          | Jure Robežnik (ga), Gregor Strniša (b)                                             |
| Katrinas                                     | Zvončki in trobentice   | Tone Roš (gb), Tomaž Habe (a)                                                      |
| Alenka Gotar                                 | Spomin                  | Vladimir Stiasny (g), Lev Svetek (b), Jože Privšek (a)                             |
| Braco Koren & Anja Strajnar                  | Mi smo taki             | Vasko Repinc (g), Duša Repinc (b), Milan Mihelič (a)                               |
| Darja Švajger                                | To je moj zlati sin     | Bojan Adamič (g), Frane Milčinski (b), Patrik Greblo (a)                           |
| Nina Strnad                                  | Orion                   | Jure Robežnik (g), Gregor Strniša (b), Mojmir Sepe (a)                             |
| Simfonični orkester in Big band RTV SLO      | Telstar                 | Joe Meek (g), Jože Privšek (a)                                                     |
| Jadranka Juras                               | Utrinek                 | Mojmir Sepe (ga), Gregor Strniša (b)                                               |
| Katrinas                                     | Ko boš prišla na Bled   | Bojan Adamič (g), Frane Milčinski (b), Tomaž Habe (a)                              |
| Anja Strajnar                                | Janez                   | Vilko Avsenik (g), Slavko Avsenik (g), Ferry Souvan (b), Bojan Adamič (a)          |
| Monika Avsenik                               | Zvezde padajo v noč     | Vilko Avsenik (g), Ferry Souvan (b), Jure Robežnik (a), Patrik Greblo (a)          |
| Alenka Gotar & Anže Šuštar                   | Kako sva si različna    | Jože Privšek (ga), Frane Milčinski (b)                                             |
| Mladinski pevski zbor RTV SLO                | Ptičje strašilo         | Mojmir Sepe (ga), Elza Budau (b)                                                   |
| Nuša Derenda & Mladinski pevski zbor RTV SLO | Valeta                  | Mojmir Sepe (ga), Dušan Velkaverh (b)                                              |
| Nina Strnad                                  | Cesta bela              | Jože Privšek (ga), Aleksander Skale (b)                                            |
| Eva Hren                                     | V Ljubljano             | Ati Soss (ga), Svetlana Makarovič (b)                                              |
| Ana Bezjak                                   | Glasba je končana       | Nisa (g), Franco Califano (g), Umberto Bindi (g), Elza Budau (b), Jože Privšek (a) |
| Nuša Derenda                                 | Ko gre tvoja pot od tod | Mojmir Sepe (ga), Frane Milčinski (b)                                              |
| Darja Švajger                                | Poletna noč             | Mojmir Sepe (ga), Elza Budau (b)                                                   |

### 2020
Poletna noč – 75 let Big Banda RTV Slovenija (Poletna noč 2020) je potekala 3. septembra 2020 na Kongresnem trgu. Skladbe so izvajali Big Band in Simfonični orkester RTV Slovenija pod dirigentsko taktirko Lojzeta Krajnčana, Tadeja Tomšiča in Patrika Grebla ter številni solisti. Prireditev je povezovala Bernarda Žarn.
| #   | Skladba                             | Avtorji                                                               | Pevec              |
| --- | ----------------------------------- | --------------------------------------------------------------------- | ------------------ |
| 1.  | Vozi me vlak v daljave              | Jože Privšek / Aleksander Skale / Jože Privšek                        | Nuška Drašček      |
| 2.  | Ko boš prišla na Bled               | Bojan Adamič / Fran Milčinski Ježek / Bojan Adamič                    | Eva Hren           |
| 3.  | Sončna ura (Saj bo jutri spet lepo) | Urban Koder / Fran Milčinski Ježek / Mario Rijavec                    | Mia Žnidarič       |
| 4.  | 41° vročine                         | Bojan Adamič                                                          |                    |
| 5.  | Ptica brez kril                     | Janez Gregorc / Elza Budau / Janez Gregorc                            | Nina Strnad        |
| 6.  | Tvoja                               | Primož Peterca / Primož Peterca / Jože Privšek                        | Alenka Godec       |
| 7.  | Ne čakaj na maj                     | Borut Lesjak / Fran Milčinski Ježek / Lojze Krajnčan                  | Anika Horvat       |
| 8.  | Jagoda (Ko zorijo jagode)           | Jože Privšek                                                          |                    |
| 9.  | Breskvice                           | Bojan Adamič / Ervin Fritz / Bojan Adamič                             | Saša Lešnjek       |
| 10. | Utrinek                             | Mojmir Sepe / Gregor Strniša / Mojmir Sepe                            | Jadranka Juras     |
| 11. | Kadar ognji dogorijo                | Janez Bončina Benč / Alenka Štebe / Aleš Avbelj                       | Janez Bončina Benč |
| 12. | Med iskrenimi ljudmi                | Mojmir Sepe / Dušan Velkaverh / Mojmir Sepe                           | Nina Strnad        |
| 13. | Včeraj, danes, jutri                | Ati Soss / Branko Šömen / Ati Soss                                    | Nuška Drašček      |
| 14. | Mlade oči                           | Jure Robežnik / Dušan Velkaverh / Jure Robežnik                       | Saša Lešnjek       |
| 15. | Brinje                              | Lojze Krajnčan                                                        |                    |
| 16. | Marko skače                         | ljudska / Tadej Tomšič                                                | Eva Hren           |
| 17. | Ciganska kri                        | Oto Pestner / Ivan Sivec / Jože Privšek                               | Oto Pestner        |
| 18. | Iz megle                            | Lojze Krajnčan / Andrej Rozman Roza / Lojze Krajnčan                  | Alenka Godec       |
| 19. | Ko bi le vedel                      | Anže Kacafura / Anže Kacafura / Tadej Tomšič                          | Jadranka Juras     |
| 20. | Lučka                               | Steve Klink / Svetlana Makarovič / Steve Klink                        | Mia Žnidarič       |
| 21. | Med dvema ognjema                   | Patrik Greblo / Damjana Kenda Hussu / Patrik Greblo                   | Anika Horvat       |
| 22. | Tail End Charlie                    | W. J. Finegan / Jože Privšek                                          |                    |
| 23. | Vrača se pomlad                     | Silvester Stingl / Elza Budau / Jože Privšek                          | Oto Pestner        |
| 24. | Na krilih hrepenenja                | Jože Privšek / Elza Budau / Jože Privšek                              | Nina Strnad        |
| 25. | Ta noč je moja                      | Janez Bončina Benč / Branko Kastelic / Grega Forjanič, Lojze Krajnčan | Janez Bončina Benč |
| 26. | Poletna noč                         | Mojmir Sepe / Elza Budau / Jože Privšek                               | Saša Lešnjek       |

### 2021
Poletna noč: poklon Tadeju Hrušovarju je potekala 21. junija 2021 na Kongresnem trgu. Skladbe sta izvajala Big Band in Simfonični orkester RTV Slovenija pod dirigentsko taktirko Patrika Grebla s številnimi solisti. Prireditev je povezovala Bernarda Žarn.
| Pesem (prvotni izvajalec)                          | Izvedba                             | Glasba         | Besedilo                                    | Aranžma                        |
| -------------------------------------------------- | ----------------------------------- | -------------- | ------------------------------------------- | ------------------------------ |
| Enakonočje (Pepel in kri)                          | Ana Dežman                          | Tadej Hrušovar | Dušan Velkaverh                             | Dečo Žgur                      |
| Ljudje pomladi (Pepel in kri)                      | Oto Pestner & Teja Leskovšek        | Tadej Hrušovar | Tadej Hrušovar                              | Jože Privšek                   |
| Ljubljanski grad (Pepel in kri)                    | Mladinski pevski zbor RTV Slovenija | Tadej Hrušovar | Dušan Velkaverh                             | Dečo Žgur                      |
| Maček v žaklju (Bele vrane)                        | Alex Volasko & Bojan Cvjetićanin    | Jože Privšek   | Miroslav Košuta                             | Jože Privšek                   |
| Dekle iz Zlate ladjice (Pepel in kri)              | Saša Lešnjek                        | Tadej Hrušovar | Dušan Velkaverh                             | Dečo Žgur                      |
| Po bitki so generali vsi (Pepel in kri)            | Dinamitke                           | Tadej Hrušovar | Dušan Velkaverh                             | Lojze Krajnčan                 |
| Nekoč bom zbral pogum (Pop Design)                 | Miran Rudan                         | Tadej Hrušovar | Branko Jovanovič Vunjak                     | Lojze Krajnčan                 |
| Navaden majski dan (Helena Blagne)                 | Helena Blagne                       | Tadej Hrušovar | Dušan Velkaverh                             | Patrik Greblo                  |
| Insieme 1992 (Toto Cotugno)                        | Eroika                              | Toto Cotugno   | Gianni Madonini                             | Patrik Greblo                  |
| Na vrhu nebotičnika (Bele vrane)                   | Saša Lešnjek & Alex Volasko         | Jure Robežnik  | Gregor Strniša                              | Jure Robežnik                  |
| Zaljubljena (Ditka Haberl)                         | Nuša Derenda                        | Tadej Hrušovar | Dušan Velkaverh                             | Janez Gregorc, Patrik Greblo   |
| Vsak je sam (Hazard)                               | Alenka Godec                        | Tadej Hrušovar | Dušan Velkaverh                             | Jani Hace, Jaka Pucihar        |
| Brez ljubezni mi živeti ni (Moni Kovačič)          | Saša Lešnjek                        | Tadej Hrušovar | Dušan Velkaverh                             | Dečo Žgur                      |
| Presenečenja (Bele vrane)                          | Bojan Cvjetićanin                   | Jure Robežnik  | Dušan Velkaverh                             | Patrik Greblo                  |
| V meni živ je smeh (Pepel in kri)                  | Dinamitke                           | Tadej Hrušovar | Daniel Levski                               | Dečo Žgur                      |
| Mama Tereza (Pepel in kri)                         | Oto Pestner                         | Tadej Hrušovar | Dušan Velkaverh                             | Jože Privšek                   |
| Kot nekdo, ki imel me bo rad (Ditka Haberl)        | Ana Dežman                          | Nat Kipner     | Dušan Velkaverh                             | Tadej Hrušovar, Lojze Krajnčan |
| Kdo (Pepel in kri)                                 | Helena Blagne & Eroika              | Tadej Hrušovar | Dušan Velkaverh                             | Jože Privšek, Patrik Greblo    |
| Najlepše pesmi (Hazard)                            | Miran Rudan                         | Tadej Hrušovar | Dušan Velkaverh                             | Braco Doblekar, Lojze Krajnčan |
| Za naju pojejo jutra (Ditka Haberl & Branko Blaće) | Nuša Derenda & Bernard Hrušovar     | Tadej Hrušovar | Mišo Doležal, Rok Lunaček, Bernard Hrušovar | Jani Golob, Lojze Krajnčan     |
| Kam si namenjen, dragi moj (Bele vrane)            | Saša Lešnjek & Alex Volasko         | John Goodison  | Dušan Velkaverh                             | Dečo Žgur                      |
| Pesem za dinar (Pepel in kri)                      | Pepel in kri                        | Tadej Hrušovar | Dušan Velkaverh                             | Dečo Žgur                      |
| Dan ljubezni (Pepel in kri)                        | Pepel in kri                        | Tadej Hrušovar | Dušan Velkaverh                             | Dečo Žgur                      |
| Poletna noč (Marjana Deržaj)                       | Nuša Derenda                        | Mojmir Sepe    | Elza Budau                                  | Mojmir Sepe                    |

### 2022
Koncert Poletna noč je leta 2022 potekal 21. junija na Kongresnem trgu pod geslom »Besedam moč« in je bil otvoritvena prireditev 70. Ljubljana Festivala. Posvečen je bil vidnejšim avtorjem besedil ob 60-letnici festivala Slovenska popevka. Večer sta povezovala Bernarda Žarn in Mario Galunič. Pevce soliste sta spremljala Simfonični orkester in Big Band RTV Slovenija pod dirigentsko taktirko Patrika Grebla.
| Naslov (prvotni izvajalec)                | Izvedba               | Besedilo             | Glasba in aranžma                              |
| ----------------------------------------- | --------------------- | -------------------- | ---------------------------------------------- |
| Orion (Marjana Deržaj/Katja Levstik)      | Nina Strnad           | Gregor Strniša       | Jure Robežnik (g), Mojmir Sepe (a)             |
| Malokdaj se srečava (Lado Leskovar)       | Lado Leskovar         | Gregor Strniša       | Mojmir Sepe (ga)                               |
| Leti leti lastovka (Edvin Fliser)         | Gregor Ravnik         | Gregor Strniša       | Boris Kovačič (g), Mario Rijavec (a)           |
| V Ljubljano (Marjana Deržaj)              | Eva Boto              | Svetlana Makarovič   | Ati Soss (ga)                                  |
| Luči Ljubljane (Berta Ambrož)             | Alenka Godec          | Svetlana Makarovič   | Jože Privšek (ga)                              |
| Kje je tista trava (Majda Sepe)           | Darja Švajger         | Branko Šömen         | Mojmir Sepe (ga)                               |
| Hvala, mama (Oto Pestner)                 | Anžej Dežan           | Branko Šömen         | Mojmir Sepe (ga)                               |
| Prva ljubezen (Neca Falk)                 | Saša Lešnjek          | Branko Šömen         | Jože Privšek (ga)                              |
| Ura brez kazalcev (Nino Robič)            | Alex Volasko          | Miroslav Košuta      | Ati Soss (ga)                                  |
| Zato sem noro te ljubila (Tatjana Gros)   | Eva Boto              | Miroslav Košuta      | Jože Privšek (ga)                              |
| Vzameš me v roke (Elda Viler)             | Teja Leskovšek        | Miroslav Košuta      | Jože Privšek (ga)                              |
| Zlati prah imaš v očeh (Elda Viler)       | Nina Strnad           | Miroslav Košuta      | Jože Privšek (ga)                              |
| Zakaj (Lado Leskovar)                     | Lado Leskovar         | Fran Milčinski Ježek | Mojmir Sepe (ga)                               |
| Cifra mož (Ivo Mojzer)                    | Anže Šuštar           | Fran Milčinski Ježek | Jože Privšek (ga)                              |
| Moje orglice (Janko Ropret)               | Alex Volasko          | Fran Milčinski Ježek | Mojmir Sepe (ga)                               |
| Zvezde padajo v noč (Marjana Deržaj)      | Zala Smolnikar - ZÁLI | Ciril Zlobec         | Vilko in Slavko Avsenik (g), Jure Robežnik (a) |
| Lastovke (Elda Viler)                     | Darja Švajger         | Milan Jesih          | Jure Robežnik (ga)                             |
| Šopek maka (Anžej Dežan)                  | Anžej Dežan           | Milan Dekleva        | Patrik Greblo (ga)                             |
| Breskvice (Sonja Gabršček)                | Zala Smolnikar - ZÁLI | Ervin Fritz          | Bojan Adamič (ga)                              |
| Pegasto dekle (Arsen Dedić)               | Andraž Hribar         | Elda Budau           | Jure Robežnik (ga)                             |
| Samo nasmeh je bolj grenak (Ditka Haberl) | Nina Strnad           | Elda Budau           | Jože Privšek (ga)                              |
| Človek v človeku (Meta Močnik)            | Alenka Godec          | Dušan Velkaverh      | Aleš Strajnar (g), Primož Grašič (a)           |
| Dan neskončnih sanj (Vlado Kreslin)       | Gregor Ravnik         | Dušan Velkaverh      | Aleš Strajnar (g), Lojze Krajnčan (a)          |
| Vrtiljak mojih sanj (Neca Falk)           | Saša Lešnjek          | Dušan Velkaverh      | Ati Soss (ga)                                  |
| Mandolina (Stane Mancini/Beti Jurković)   | Andraž Hribar         | Lev Svetek           | Vladimir Stiasny (g), Jože Privšek (a)         |
| Poletna noč (Marjana Deržaj)              | Anžej Dežan           | Elza Budau           | Mojmir Sepe (g), Jože Privšek (a)              |